# Голуб Владислав Володимирович
Владислав Володимирович Голуб (нар. 22 квітня 1983, Київ) — український політик. Народний депутат України у 2014–2019 роках.
Член Комітету Верховної Ради з питань правової політики та правосуддя у 2014–2019 роках.

## Освіта
2004 рік — Київський національний університет імені Тараса Шевченка (міжнародні відносини);
2006 рік — Київський національний університет імені Тараса Шевченка (міжнародне право, юрист-міжнародник, перекладач з англійської та французької мов);
2007 рік — Коледж Королеви Марії, Лондонський університет (магістр банківського та фінансового права);
2013 рік — Київський національний університет імені Тараса Шевченка (фінанси і кредит, економіст).

## Кар'єра
Трудову діяльність розпочав у 2005 році.
2005 — координатор Комітету зі сприяння українському бізнесу в Європейському Союзі Європейської Бізнес Асоціації, м. Київ;
2005–2006 — помічник-консультант народного депутата України Гриніва І. О., м. Київ;
2007–2009 — юрисконсульт представництва «Бейкер і Макензі — Сі-Ай-Ес Лімітед», м. Київ;
2009–2010 — помічник-консультант народного депутата України Гриніва І. О., м. Київ;
2010 — юрисконсульт ТОВ «Авеллум Партнерс», м. Київ;
2012 — помічник-консультант народного депутата України Гриніва І. О., м. Київ;
2012–2013 — помічник-консультант народного депутата України Бондаренка В. Д., м. Київ;
2013–2014 — радник Голови Наглядової ради ПАТ «Нерухомість столиці», м. Київ.
У квітні 2014 року призначений заступником голови Київської міської державної адміністрації.
У 2014–2019 роках — народний депутат України від партії БПП.
На позачергових парламентських виборах 2019 року висував свою кандидатуру як самовисуванець, але програв.
24 вересня 2021 року зареєстрований ЦВК як кандидат у народні депутати на проміжних виборах до Верховної Ради по 197-му округу.
Одружений, має сина та двох доньок